# 成熟 (植物)

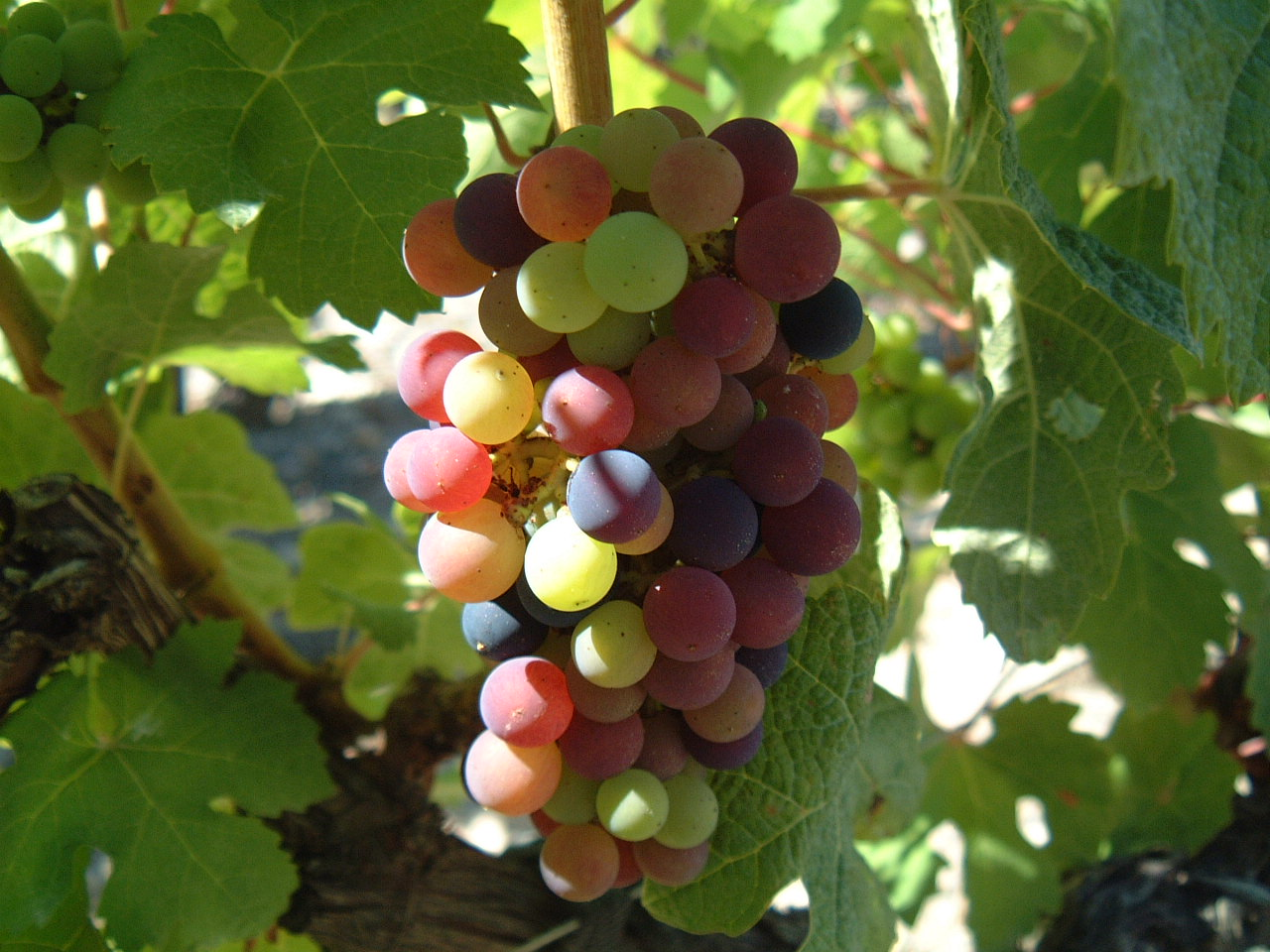
一串赤霞珠葡萄，上面既有不成熟的葡萄，也有成熟的葡萄

成熟是水果生長過程中的一个階段，成熟的水果吃起來更可口。一般来说，相對於未成熟的水果，成熟的水果吃起來更甜而且摸起來更柔软。未成熟的水果大多為綠色，而成熟的水果就不是。 未成熟的水果呈纤维状，不像成熟的水果那样多汁，而且外皮更坚硬。吃未成熟的水果会导致胃痛或胃痉挛。